# 土地公火
土地公火是台灣民間傳說的成因不明的火，相傳火光呈現紅色，出現時是土地公出巡或向人示警。

## 傳說
烘爐地南山福德宮在重建時、南投崎頂土地公在颱風、下大雨前，有土地公「出巡」的傳說。台中新社則有氣候異常現象發生前，例如八七水災前晚，土地公火繞庄飛行示警的傳說。